# Adolf Truksa
Adolf Truksa (12. říjen 1864 Mutějovice – 23. únor 1944 Praha-Vysočany) byl český spisovatel a překladatel z italštiny, francouzštiny, němčiny a ruštiny. Civilním povoláním byl cukrovarník.

## Život
Narodil se v rodině rolníka Josefa Truksy a Josefy rozené Bařtipánové.
Vystudoval reálku v Rakovníku. Pak absolvoval chemii na Vysoké škole technické v Praze. Poté pracoval v cukrovarech v Čechách, na Moravě, v Uhrách, Slavonii a v Itálii. Byl ředitelem cukrovaru v Saviglianu v Piemontu. 
Po návratu do Čech se věnoval literatuře. Překládal z francouzštiny, italštiny.

## Dílo

### Používané pseudonymy
- Adolf Muťovský
- Rovinský
- Vlad. Rovinský
- V. Rieti
- Truxa
- Amuťovský
- Muďovský
- Mutský
- A. Donský
- A. Rivederci
- Montepulciano

### Adaptace
- Tajuplný zámek, 1916 – strašidelná povídka pod ps. Truxa
- Zlatodol, 1916 – dobrodružná povídka pod ps. V. Rieti
- U jezera smrti, 1916 – dobrodružná povídka pod ps. V. Rieti
- Peruánská příhoda, 1916 – dobrodružná povídka pod ps. V. Rieti
- Zlaté květy pohádek, 1920

### Překlady
Překládal krásnou literaturu (Gabriele d'Annunzio, Antonio Beltramelli, Luigi Capuana, Grazia Deledda, Honoré de Balzac, Alexander Dumas, Victor Hugo, Jean de La Fontaine), poezii (např. Victor Hugo, Alphonse de Lamartine, André Theuriet) dobrodružnou literaturu (Gustave Aimard) a cestopisy (Alexander von Humboldt). Další jeho překladatelské práce zůstaly pouze v rukopisech (Dante Alighieri, Francesco Petrarca, Michelangelo Buonarroti, výbor písní toskánských, antologie z italské poesie od doby rytířské po přítomnost, Johann Wolfgang von Goethe, Eduard Mörike, Chénier, Alfred de Vigny).
- Kniha krajanky – André Theuriet. Praha: Jan Otto, 1907
- O mnohosti světů obydlených – Camille Flammarion. Praha: Hejda a Tuček, 1909
- Korsičtí bratří – Alexandr Dumas. Praha: J. Otto, 1911
- Povídka o obdivuhodné chytrosti... – Matteo Bandello; in: 1000 nejkrásnějších novel... č. 9. Praha: J. R. Vilímek, 1911
- Omeletta v lesích – Gustav Droz; in: 1000 nejkrásnějších novel... č. 31. Praha: J. R. Vilímek, 1912
- Judský vladař – Anatole France; in: 1000 nejkrásnějších novel... č.33. Praha: J. R. Vilímek, 1912
- Příhody Aristonoovy – Francois Fénelon; in: 1000 nejkrásnějších novel... č. 67. Praha: J. R. Vilímek, 1914
- Hry osudu – Agnolo Firenzuola; in: 1000 nejkrásnějších novel... č. 76. Praha: J. R. Vilímek, 1914
- Bianca – Luigi Alamanni; in: 1000 nejkrásnějších novel... č. 79. Praha: J. R. Vilímek, 1914
- Čaroděj – Grazia Deledda; in: 1000 nejkrásnějších novel... č. 102. Praha: J. R. Vilímek, 1916
- Mexické dobrodružství – Gustave Aimard. Praha: Národní politika, 1921
- Veselé dětství – Antonio Beltramelli. Praha: Melantrich, 1925
- Tajemství rodu Maupratů: román – George Sand; ilustrovala Libuše Lepařová. Praha: Jan Svátek, 1928
- Jana: román – George Sand; ilustrovala Libuše Lepařová. Praha: Jan Svátek, 1929
- Italské pohádky – podle překladu Vl. Rovinského; převyprávěla Marie Krulichová; původní ilustrace Stanislava Hudečka. Ostrava: Středoevropské nakladatelství, 1995